# Carlton-Intersport-Cup 1987
Der Carlton-Intersport-Cup 1987 im Badminton fand vom 7. bis zum 11. Oktober 1987 in Schwäbisch Gmünd, Deutschland, statt. Mit einem Preisgeld von 25.000 US-Dollar wurde das Turnier in Kategorie 2 der Grand-Prix-Wertung eingestuft.

## Finalresultate
| Disziplin    | Sieger                            | Finalist                        | Ergebnis           |
| ------------ | --------------------------------- | ------------------------------- | ------------------ |
| Herreneinzel | Sze Yu                            | Nick Yates                      | 11:15, 15:6, 15:10 |
| Dameneinzel  | Fiona Elliott                     | Charlotte Hattens               | 12:9, 12:10        |
| Herrendoppel | Mark Christiansen Stefan Karlsson | Jesper Knudsen Henrik Svarrer   | 15:6, 15:10        |
| Damendoppel  | Fiona Elliott Sara Halsall        | Johanne Falardeau Denyse Julien | 7:15, 15:6, 15:2   |
| Mixed        | Henrik Svarrer Dorte Kjær         | Andy Goode Fiona Elliott        | 16:17, 15:9, 15:10 |